# Karin Boye

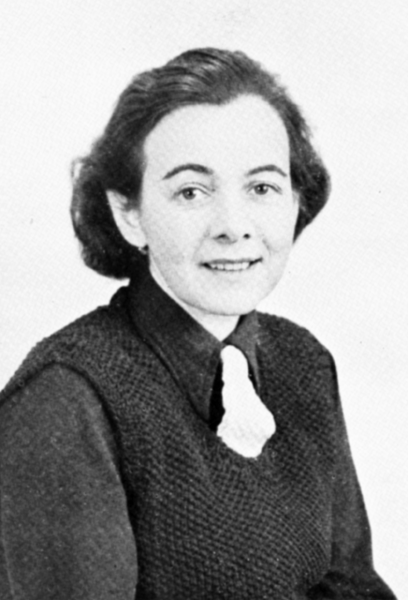
Karin Boye in den 1940er Jahren.

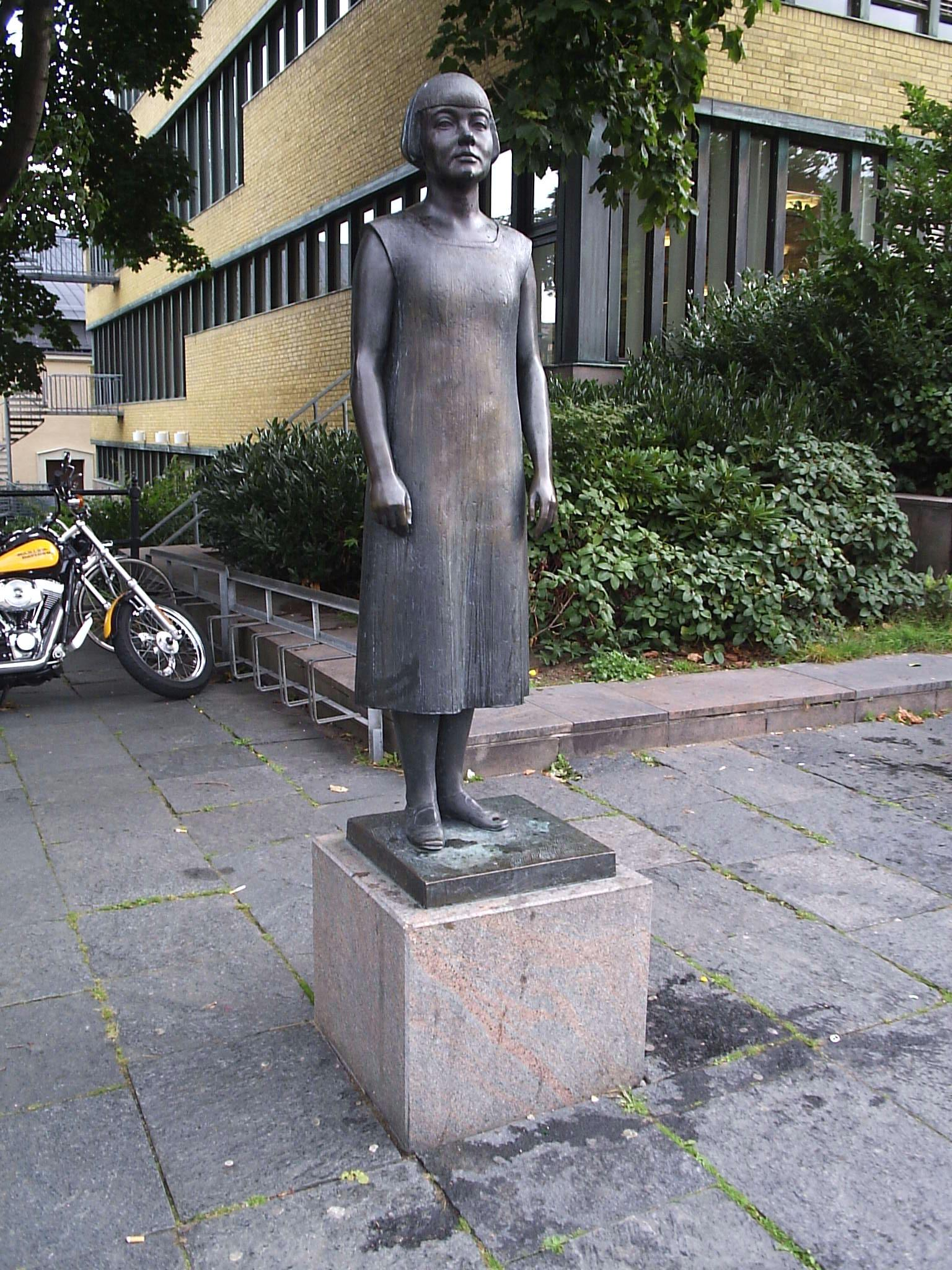
Peter Lindes Statue von Karin Boye bei der Stadtbibliothek Göteborgs.

Karin Maria Boye anhörenⓘ (* 26. Oktober 1900 in Göteborg; † 24. April 1941 in Alingsås) war eine schwedische Schriftstellerin und Dichterin. International bekannt wurde sie mit ihrem dystopischen Science-Fiction-Roman Kallocain. Daneben wird in Schweden vor allem ihre Dichtung als ihr Hauptwerk angesehen.

## Leben
Ihr Vater Fritz Boye (1857–1927) und ihre Mutter Signe (1875–1976), geborene Liljestrand, stammten beide aus wohlhabenden Familien. Fritz’ Vater war der deutschstämmige Eduard Boye. Er war im selben Versicherungsunternehmen langjähriger Geschäftsführer, in dem zur Zeit von Karin Boyes Geburt sein Sohn die stellvertretende Geschäftsführung innehatte. 1909 zog die Familie nach Stockholm, nachdem der Vater seine Stelle in Göteborg aufgab und in die königliche Versicherungsinspektion wechselte
1920/21 absolvierte Karin Boye eine einjährige Ausbildung zur Grundschullehrerin. In dieser Zeit geriet sie aufgrund ihrer inneren Auseinandersetzung mit dem Christentum und aufgrund ihrer sexuellen Orientierung in eine persönliche Krise, die sie 1934 in dem Roman „Kris“ auch literarisch verarbeitete.
Zwischen 1921 und 1926 studierte Karin Boye an der Universität Uppsala. Sie schloss sich 1925 der sozialistischen Intellektuellenvereinigung Clarté des französischen Pazifisten Henri Barbusse an und war einige Zeit Generalsekretärin. 1928 besuchte sie als Mitglied einer Delegation die Sowjetunion und kehrte enttäuscht von der sowjetischen Wirklichkeit zurück. Im selben Jahr wechselte sie an die Hochschule in Stockholm und beendete 1928 ihr Studium mit dem Titel filosofie magister.
Von 1929 bis 1934 war sie mit dem Sekretär der Stockholmer Clarté-Sektion Leif Björk verheiratet. Im Jahr 1932 begann sie eine Beziehung mit Gunnel Bergström, die ihren Ehemann, den Dichter Gunnar Ekelöf, wegen Boye verlassen hat.
Bereits 1932 trennte sie sich von Leif Björk und hielt sich längere Zeit in Berlin auf, wo sie sich eingehender Psychoanalyse unterzog und begann, ihre Homosexualität auszuleben. Hier lernte sie Margot Hanel kennen, die dann nach ihrer Emigration nach Schweden 1933 Karin Boyes Lebensgefährtin wurde.
In den Stockholmer Jahren war Boye Mitherausgeberin der Literaturzeitschrift „Spektrum“ (1931–1933), übersetzte verschiedene Werke (unter anderem den „Zauberberg“ von Thomas Mann), arbeitete daneben auch als Lehrerin an einem Internat in der Nähe von Stockholm.
1939 begann eine intensive Freundschaft mit der sieben Jahre älteren und schwer an Krebs erkrankten Anita Nathorst, die Karin Boye bereits aus der Studienzeit kannte. Boyes Liebe zu ihr erwiderte Anita Nathorst allerdings nicht. Dennoch verlegte Boye ihren Lebensmittelpunkt zunehmend nach Alingsås, dem Ort, an dem Anita Nathorst mit dem Arzt und Psychoanalytiker Iwan Bratt zusammenlebte.
Am 24. April 1941 beging Karin Boye in einem Wald bei Alingsås Suizid. Da die Dosis Schlaftabletten, die sie einnahm, an sich nicht tödlich war, und Boye offenbar in einer außergewöhnlich kalten Nacht erfror, stellt ihr Biograf Johan Svedjedal die tatsächliche Selbsttötungsabsicht in Frage.
Margot Hanel nahm sich wenige Wochen später am 30. Mai 1941 das Leben. Anita Nathorst erlag ihrem Krebsleiden am 19. August desselben Jahres.
Der Venuskrater Boye ist nach ihr benannt.

## Literarisches Werk
Von Karin Boye existieren vier zu Lebzeiten veröffentlichte Gedichtzyklen, sowie einer mit nachgelassenen Gedichten, in denen sie sich vorwiegend mit der Lebensorientierung in religiöser und weltanschaulicher Hinsicht, zwischenmenschlichen Beziehungen und auch ihrer sexuellen Identität auseinandersetzt, ohne dass sie darin ihre Homosexualität offen benennt.
- 1922 Moln (Wolken)
- 1924 Gömda land (Verborgenes Land)
- 1927 Härdarna (Herde)
- 1935 För trädets skull (Um des Baumes Willen)
- 1941 De sju dödssynderna och andra efterlämnade dikter (Die sieben Todsünden und weitere nachgelassene Gedichte)

Auf Deutsch übersetzte Nelly Sachs als erste eine Auswahl von 13 Gedichten (enthalten in Nelly Sachs: Von Welle und Granit – Querschnitt durch die schwedische Lyrik des 20. Jahrhunderts sowie in Nelly Sachs: Werke. Bd IV. Suhrkamp, Berlin 2011).
Das erste Mal in ihrer Gesamtheit ins Deutsche übertragen erscheinen die Gedichte März 2022 im Razamba-Verlag, Frankfurt, übersetzt von Christian Ebbertz ISBN 978-3-941725-64-5.
Neben zahlreichen Novellen veröffentlichte Boye fünf Romane, die in erster Linie auf psychologischer Basis gesellschaftskritisch sind. Eine Sonderstellung nehmen der stark autobiografische Roman „Kris“ ein sowie die Dystopie „Kallocain“.
- 1931 Astarte. Roman. 1931. (Dt.: Astarte. Neuer Malik Verlag, Kiel 1987, ISBN 3-89029-022-1)
- 1933 Merit vaknar (Merit erwacht). Roman
- 1934 Kris. Roman (Dt.: Krisis. Neuer Malik Verlag, Kiel 1985, ISBN 3-89029-008-6)
- 1935 För lite (Zu wenig). Roman
- 1940 Kallocain. Roman. Es existieren drei Übersetzungen ins Deutsche:
  - Kallocain. übersetzt von Helga Clemens. Büchergilde Gutenberg, Zürich 1947, Deutsche Erstausgabe.
  - Kallocain: Roman aus dem 21. Jahrhundert. (= Phantastische Bibliothek. Band 303; Suhrkamp-Taschenbuch. 2260). übersetzt von Helga Clemens. Suhrkamp, Frankfurt am Main 1993, ISBN 3-518-38760-X.
  - Kallocain: Roman aus dem 21. Jahrhundert. übersetzt von Paul Berf. btb Verlag, 2018, ISBN 978-3-442-75775-6.